# أفيليموماب
أفيليموماب هو جسم مضاد وحيد النسيلة يعمل بصفته عامل نخر ورم من نوع ألفا. يخفض مستوى إنترلوكن-6 في المرضى المصابين بالإنتان.